# Acomys seurati
Acomys seurati és una espècie de mamífer rosegador de la família dels múrids. És endèmic del sud d'Algèria, on viu a altituds d'entre 1.000 i 2.000 msnm. Es tracta d'un animal insectívor. El seu hàbitat natural són les zones rocoses situades a la base dels jàbals. És una espècie en risc mínim, és a dir, no sembla que hi hagi cap amenaça significativa per a la seva supervivència.